# 喬治·格羅史密斯

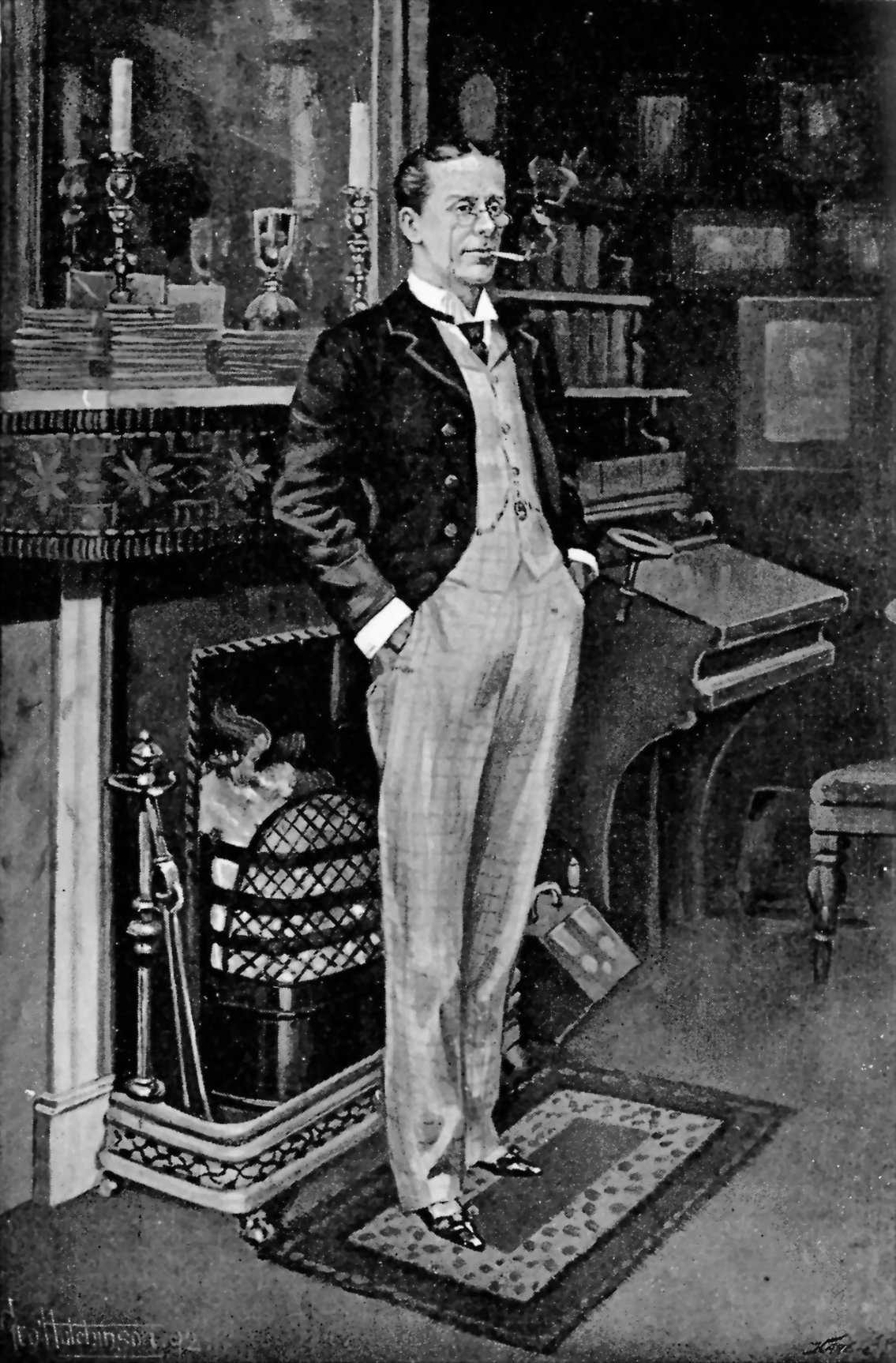
1897年The Idler杂志上刊登的格羅史密斯画像

喬治·格羅史密斯（George Grossmith，1847年12月9日—1912年3月1日）是英國喜劇演員、作家、歌手，曾任《泰晤士報》記者，1870年從事歌唱及演藝生涯，曾演出吉伯特與蘇利文（Gilbert and Sullivan）歌劇，是多伊利·卡特剧团（Richard D'Oyly Carte）的台柱，他的弟弟是維頓·格羅史密斯（Weedon Grossmith, 1854-1919），也是一名優秀演員、画家，兩人合著有小人物日記（Diary of a Nobody），維頓還負責插圖。

## 多伊利卡特時期
從1877年到1889年，格羅史密斯成為多伊利·卡特的成員之一，他在倫敦主演的薩弗伊歌劇（Savoy Opera）中扮演過九種喜劇的角色： 
- Sir Joseph Porter in H.M.S. Pinafore (1878),
- Major-General Stanley in The Pirates of Penzance (1880),
- Reginald Bunthorne in Patience (1881),
- the Lord Chancellor in Iolanthe (1882),
- King Gama in Princess Ida (1884),
- Ko-Ko in The Mikado (1885),
- Robin Oakapple in Ruddygore (1887), and
- Jack Point in The Yeomen of the Guard (1888).